# Aurora Luque
Aurora Luque (Almeria, 20 de setembre de 1962) és una poetessa, traductora, professora i escriptora espanyola de l'àmbit andalús.

## Biografia
Aurora Luque va néixer a Almeria el 1962. És llicenciada en Filologia Clàssica per la Universitat de Granada i professora de grec antic des de 1988 a Màlaga, ciutat on ha desenvolupat gran part de la seva trajectòria. Va col·laborar com a articulista en el Diari Sud de Màlaga des de 1999 a 2008 (els seus articles estan recopilats a Los talleres de Cronos, Ateneu de Màlaga, 2006).
En 2007 va ser guardonada amb el Premi Meridiana de l'Institut Andalús de la Dona per la seva tasca de rescat d'escriptores oblidades. L'octubre de 2008 va ser nomenada directora del Centre Cultural Generació del 27 de la Diputació de Màlaga, càrrec que va ocupar fins a juny de 2011.
En 2012 va gaudir d'una estada a la Vila Marguerite Yourcenar, Flandes dins del programa destinat a escriptors i escriptores d'Europa. Ha participat en diversos esdeveniments i trobades internacionals de poesia a Amèrica (Buenos Aires; Medellín i Bogotà; Santo Domingo; Monterrey, Morelia i Mèxic DF; l'Havana; Puerto Rico; Buffalo, Nova York…), Europa (Tessalònica i Atenes; Milà, Palerm, Nàpols i Bari; Viena; Bremen, Rotterdam, Malmö, Estocolm; Kristianstadt; Eslovènia…), Àfrica (el Caire, Alexandria; Tetuán, Tànger, Casablanca; Tunísia; Cap Verd, etc.) i Àsia (Israel, Filipines).
Ha impartit conferències en diverses universitats nord-americanes (Universitat de Massachusetts, Universitat de Saint Louis, Li Moyne College, Skidmore College, Dickinson College, College of the Holy Cross, CUNY, Montclair College, etc).
Ha fundat i dirigit la col·lecció de poesia Quaderns de Trinacria, un dels títols dels quals, Verbs per a la rosa, de Zanasis Jatsópulos, traduït per Vicente Fernández, va obtenir el Premi Nacional de Traducció de 2005. Des de l'any 2000 va codirigir al costat de Jesús Aguado la col·lecció 'sisme submarí' de poesia d'altres cultures del CEDMA . En 2005 va fundar l'editorial Narila. Ha format part del Consell Assessor de la col·lecció ''Porta del Mar'', també del CEDMA, així com del Consell Rector de l'Institut del Llibre de l'Ajuntament de Màlaga i del Consell Social de la Universitat de Màlaga. Forma part del grup de recerca Traducció, literatura i societat de la Universitat de Màlaga.

## Trajectòria literària

### Poesia
En 1989 va obtenir, amb el llibre Problemas de doblaje (Madrid: Rialp, 1990), un accèssit al Premio Adonáis de Poesía. En 1999 va rebre el Premi Andalusia de la Crítica pel seu llibre Transitòria, llibre que havia estat finalista del premi Rafael Alberti de poesia. Al maig de 2005 va inaugurar la fira del Llibre de Màlaga. El 2007 Aurora Luque va guanyar la X edició del Premi de Poesia Generació del 27 per la seva obra La migdiada d'Epicuro, publicada per l'editorial Visor. En 2015 va publicar Personal & polític (Fundació José Manuel Lara) un llibre amb 45 poemes que bussejava en la realitat de la crisi social espanyola.
Es comenta que pertany a la mateixa generació del poeta Juan Antonio González Iglesias, una generació que conjuga la tradició clàssica amb la modernitat més furiosa. A propòsit del seu llibre Transitòria, el jurat del premi Andalusia de la Crítica va celebrar «la perfecta simbiosi entre el llenguatge clàssic, que sap encarnar-se en versos de serena factura, i un parla col·loquial, actual».
La professora Josefa Álvarez li ha dedicat l'estudi Tradición clásica en la poesía de Aurora Luque (Sevilla: Renacimiento, 2013).

### Aurora Luque, traductora i crítica
Aurora Luque ha realitzat traduccions de poesia francesa, llatina i grega antiga i moderna, d'autores com María Lainá, Louise Labé, Reneé Vivien i Safo i autors com Catul, Meleagre i els/les poetes de Grècia que van tractar els temes d'eros o del mar. L'any 2000 va publicar a Edicions Hiperión Los dados de Eros, Antología de poesia erótica griega, i al novembre de 2004 la traducció de Poemes i testimoniatges, de Safo, a l'editorial El Acantilado.
Conferenciant, ha rescatat autores oblidades, com la dramaturga malaguenya María Rosa de Gálvez, o com l'escriptora i ambaixadora republicana malaguenya Isabel Oyarzábal, escriptores en què es concentra el seu interès actual.

## Obra

### Poesia
- 1981, Hiperiónida, Granada: Universidad de Granada, col·lecció Zumaya.
- 1989, Problemas de doblaje, Madrid: Rialp.
- 1991, Data de caducitat, Málaga: Tediria (Quadern).
- 1992, Carpe noctem, Madrid: Visor.
- 1996, Carpe mare Màlaga: Miguel Gómez Ed. (antologia).
- 1998, Transitoria, Sevilla: Renaixement.
- 2000, Las dudas de Eros, Lucena: Ajuntament de Lucena, col. Quatre Estacions, (antologia).
- 2002, Portvaria. Antologia 1982-2002, Conca: El Toro de Fang, (antologia)
- 2003, Camaradas de Ícaro, Madrid: Visor.
- 2004, Carpe verbum, Màlaga: Ajuntament de Màlaga, col. Monosabio. Edició de Francisco Fortuny, (antologia).
- 2005, Haikus de Narila, Màlaga: Publicacions Antiga Impremta Sud, (quadern).
- 2007, Carpe amorem, Sevilla: Renaixement. Edició de Ricardo Virtanen, (antologia).
- 2008, La siesta de Epicuro, Madrid: Visor.
- 2014, Fabricació de les illes. Poesia i metapoesía, Prefaci: J. M. Caballero Bonald; selecció i estudi: Josefa Álvarez Valadés, València: Pre-Textos.[13][14]
- 2014, Medul·la. Antologia essencial. Madrid: Fons de Cultura Econòmica. Edició de Francisco Ruiz Noguera. (Antologia).
- 2015, Personal & político, Sevilla: Fundació José Manuel Lara.
- 2016, Les llimones absortos. Poemes mediterranis. Màlaga: Fundació Màlaga. Ed. bilingüe.Trad. a l'italià de Paola Láskaris. Pròleg de Chantal Maillard.[15]
- 2020, Gavieras. Madrid: Visor.

### Traducció
- 1995, Meleagre de Gàdara, 25 epigrames, Màlaga: col. Llama d'Amor Vivo.
- 1996, María Lainá, Nou poemes, Màlaga: col. Capitel (en col·laboració).
- 2000, Els daus d'Eros. Antologia de poesia eròtica grega, Madrid: Hiperión.
- 2004, Safo, Poemes i testimoniatges, Barcelona: Penya-segat.
- 2004, María Lainá, Els estoigs de les cèl·lules, traducció del grec modern de M. L. Villalba, Obdulia Castillo i Aurora Luque, Màlaga: Diputació de Màlaga, col. Seismo submarino.[16]
- 2005, Renée Vivien, Nocturns, Santander: Revista Ultramar, col. Travessies.
- 2008, Renée Vivien, Poemes, Tarragona: Igitur.
- 2010, Càtul, Taeter morbus. Poemes a Lesbia, Monterrey, Mèxic: Universitat de Nou Lleó
- 2011, Louise Labé, Triaves i sonets, Barcelona: Penya-segat.
- 2015, Aquel vivir del mar. El mar en la poesia grega. Antologia, Barcelona: Penya-segat[17]

## Premis
- 1981, Premi Federico García Lorca de la Universitat de Granada
- 1989, Accèssit al Premi Adonais
- 1992, Premio Rei Juan Carlos.
- 1998, Finalista del Premi Rafael Alberti i Premi Andalusia de la Crítica
- 2003, Premio Fra Luis de León.
- 2008, Premi de Poesia Generació del 27.
- 2016, Premio El públic de la Radiotelevisió Andalusa en la modalitat de Lletres.
- 2020, Premio Loewe.